# کمراب (خنداب)
کمراب، روستایی از توابع بخش مرکزی شهرستان خنداب در استان مرکزی ایران است.
این روستا غربی ترین نقطه استان مرکزی از لحاظ مختصات جغرافیایی است.

## جمعیت
این روستا در دهستان دهچال قرار دارد و براساس سرشماری مرکز آمار ایران در سال ۱۳۸۵، جمعیت آن ۲۲۳ نفر (۴۷خانوار) بوده‌است.